# 747 (альбом)
747 — шестой студийный альбом американской кантри-группы Lady Antebellum, вышедший 30 сентября 2014 года на лейбле Capitol Nashville. Продюсерами альбома выступили Нейтан Чапман, Эрик Кинни, Дэйв Томсон, Busbee и Lady Antebellum. Следующие три песни были выпущены в качестве синглов альбома: «Bartender» (вышел в мае 2014 года и достиг первого места в американском кантри-чарте в начале сентября 2014 года), «Freestyle» и «Long Stretch of Love».
Альбом 747 получил в целом положительные отзывы музыкальных критиков, которые отметили его за более разнообразное звучание и подтверждение их поп-кроссоверного подхода. Альбом также имел умеренный коммерческий успех: за первую неделю было продано 74 000 копий, и он дебютировал на втором месте как в американском Billboard 200, так и в американском Top Country Albums, став первым альбомом группы, не возглавившим ни один из этих чартов. Он также вошёл в десятку лучших альбомов в Австралии и Канаде.

## История
Участница группы Хиллари Скотт рассказала Billboard, что они решили назвать альбом в честь трека «747», потому что «в самом треке есть этот напористый, драйвовый дух, который отражает наше нынешнее состояние духа. Мы продвигаемся вперёд как группа и как авторы песен… выходим из зоны комфорта и не относимся к себе слишком серьёзно. В нём есть настойчивость и энергия, которых мы никогда раньше не выпускали». Группа спродюсировала альбом вместе с Нейтаном Чапманом, что сделало его первым альбомом, который не был спродюсирован давним партнёром Полом Уорли.

## Отзывы
| Совокупная оценка  | Совокупная оценка                                                                  |
| Источник           | Оценка                                                                             |
| ------------------ | ---------------------------------------------------------------------------------- |
| Metacritic         | 66/100                                                                             |
| Оценки критиков    |                                                                                    |
| Источник           | Оценка                                                                             |
| AllMusic           | 3,5 из 5 звёзд · 3,5 из 5 звёзд · 3,5 из 5 звёзд · 3,5 из 5 звёзд · 3,5 из 5 звёзд |
| Billboard          | 4 из 5 звёзд · 4 из 5 звёзд · 4 из 5 звёзд · 4 из 5 звёзд · 4 из 5 звёзд           |
| Los Angeles Times  | 1,5 из 4 звёзд · 1,5 из 4 звёзд · 1,5 из 4 звёзд · 1,5 из 4 звёзд                  |
| The Michigan Daily | (B)                                                                                |
| The Boston Globe   | (Negative)                                                                         |

Диск получил положительные отзывы и рецензии музыкального сообщества, в том числе, таких изданий как Allmusic (который дал три рейтинговые звезды из пяти). На Metacritic, который присваивает стандартизированный рейтинг из 100 на основе рецензий мейнстримных критиков, альбом получил средний балл 66 на основе 5 рецензий, что означает «в целом положительные отзывы».
Стивен Томас Эрлевайн из AllMusic оценил альбом на три с половиной звезды из пяти, написав, что поп-звучание альбома «демонстрирует трио в лучшем виде» и что 747 создаёт впечатление, что группа приняла свой кроссоверный статус.
Джилл Мензе из Billboard также отметила уверенность группы на альбоме и объяснила её более оптимистичным настроем материала. «Выход группы из зоны комфорта — достойное начинание», — пишет Мензе. «Lady A всегда демонстрировали потенциал, чтобы создать нечто большее, [и в] альбоме 747 мы наконец-то видим его». Билли Дьюкс из Taste of Country похвалил группу за то, что в альбоме 747 группа немного перемешалась и отошла от промежуточного звучания предыдущих релизов: «На протяжении последних нескольких альбомов Чарльз Келли и компания вернулись к середине… „747“ отличается глубиной, разнообразием и, что самое главное, атмосферой, которую Lady Antebellum могут назвать своей». Дьюкс также сравнил звучание альбома 747 с репертуаром Fleetwood Mac, отметив влияние Стиви Никс, соавтора альбома Golden.
Майкл МакКолл из MSN Entertainment описал альбом как «сплочённый, праздничный, раскрывающий лучшие стороны участников [группы]» и похвалил группу за стремление к звучанию, которое отличает их от других кантри-исполнителей. Грегори Хикс из The Michigan Daily написал положительный отзыв, похвалив группу за неизменное создание приятного кантри-попа, но предположил, что их звуковая трансформация в альбоме 747 не была столь амбициозной и выраженной, как это принято считать. «Как типичный шаблонный альбом Lady A, — объясняет Хикс, — это привлекательный, эмоционально захватывающий альбом… Но не ждите, что альбом будет звучать как-то по-особенному».

## Коммерческие показатели
747 получил ранние прогнозы о том, что альбом дебютирует в первой десятке и будет продан тиражом около 70 000 копий. Альбом дебютировал на втором месте в американском чарте Billboard 200 с продажами 74 000 копий за первую неделю. Это стало шестым дебютом Lady Antebellum в первой десятке в США. Альбом также дебютировал на втором месте в американском чарте Top Country Albums. По состоянию на сентябрь 2015 года в США было продано 285 900 копий альбома.
В Канаде альбом дебютировал на третьем месте в канадском чарте альбомов Canadian Albums Chart, с продажами 8000 копий за первую неделю. 4 ноября 2014 года альбом получил золотой статус от Music Canada с продажами более 40 000 копий.

## Список композиций
| №                   | Название                   | Автор(ы)                                            | Основной вокал                | Длительность |
| ------------------- | -------------------------- | --------------------------------------------------- | ----------------------------- | ------------ |
| 1.                  | «Long Stretch of Love»     | Hillary Scott Charles Kelley Dave Haywood Josh Kear | Charles Kelley, Hillary Scott | 2:51         |
| 2.                  | «Bartender»                | Scott Kelley Haywood Rodney Clawson                 | Scott                         | 3:18         |
| 3.                  | «Lie with Me»              | Marc Beeson Abe Stoklasa                            | Kelley, Scott                 | 3:21         |
| 4.                  | «Freestyle»                | Scott Kelley Haywood Shane McAnally                 | Kelley                        | 3:04         |
| 5.                  | «Down South»               | Stephanie Chapman Christian Rada Dave Thompson      | Scott                         | 4:17         |
| 6.                  | «One Great Mystery»        | Scott Kelley Haywood Kear                           | Scott, Kelly                  | 3:34         |
| 7.                  | «Sounded Good at the Time» | Scott Kelley Haywood Brad Warren Brett Warren       | Scott                         | 3:06         |
| 8.                  | «She Is»                   | Ben Rector Jeff Pardo                               | Kelley                        | 3:21         |
| 9.                  | «Damn You Seventeen»       | Luke Laird Clawson McAnally                         | Scott, Kelley                 | 4:01         |
| 10.                 | «747»                      | Gordie Sampson Caitlyn Smith Cary Barlowe           | Kelley                        | 3:27         |
| 11.                 | «Just a Girl»              | Scott Kelley Haywood McAnally                       | Scott                         | 3:37         |
| Общая длительность: | Общая длительность:        | Общая длительность:                                 | Общая длительность:           | 37:57        |

| №                   | Название            | Автор(ы)                                  | Основной вокал      | Длительность |
| ------------------- | ------------------- | ----------------------------------------- | ------------------- | ------------ |
| 12.                 | «Slow Rollin'»      | Clawson Laird                             | Kelley              | 3:44         |
| 13.                 | «All Nighter»       | Nicolle Galyon David Hodges Jimmy Robbins | Scott, Kelley       | 3:00         |
| 14.                 | «Falling for You»   | Scott Kelley Haywood Busbee               | Scott, Kelley       | 3:54         |
| Общая длительность: | Общая длительность: | Общая длительность:                       | Общая длительность: | 48:35        |

## Позиции в чартах
| Чарт (2014—2015)                         | Высшая позиция |
| ---------------------------------------- | -------------- |
| Австралия (ARIA)                         | 4              |
| Бельгия/Фландрия (Ultratop)              | 125            |
| Канада (Canadian Albums Chart)           | 3              |
| Нидерланды (Album Top 100)               | 78             |
| Германия (Offizielle Top 100)            | 68             |
| Новая Зеландия (RMNZ)                    | 22             |
| Швейцария (Schweizer Hitparade)          | 24             |
| Великобритания (UK Albums Chart)         | 12             |
| Великобритания (UK Country Albums Chart) | 1              |
| США (Billboard 200)                      | 2              |
| США (Billboard Top Country Albums)       | 2              |

| Чарт (2014)                       | Позиция |
| --------------------------------- | ------- |
| Australian Country Albums (ARIA)  | 5       |
| US Billboard 200                  | 133     |
| US Top Country Albums (Billboard) | 31      |
| Чарт (2015)                       | Позиция |
| Australian Country Albums (ARIA)  | 10      |
| US Billboard 200                  | 191     |
| US Top Country Albums (Billboard) | 29      |

## Сертификации
| Регион                                                      | Сертификация | Продажи |
| ----------------------------------------------------------- | ------------ | ------- |
| Канада (Music Canada)                                       | Золотой      | 40 000^ |
| США                                                         | —            | 300,000 |
| ^ Данные о тиражах приведены только на основе сертификации. |              |         |

### Комментарии
1. ↑  Все четыре первых альбома группы подряд занимали первое место в американском кантри-чарте  Top Country Albums (включая дебютный одноимённый альбом 2008 года), а три диска также были лидерами основного чарта Billboard 200: Golden (2013), Own the Night (2011) и Need You Now (2010)[2].